# The Trooper

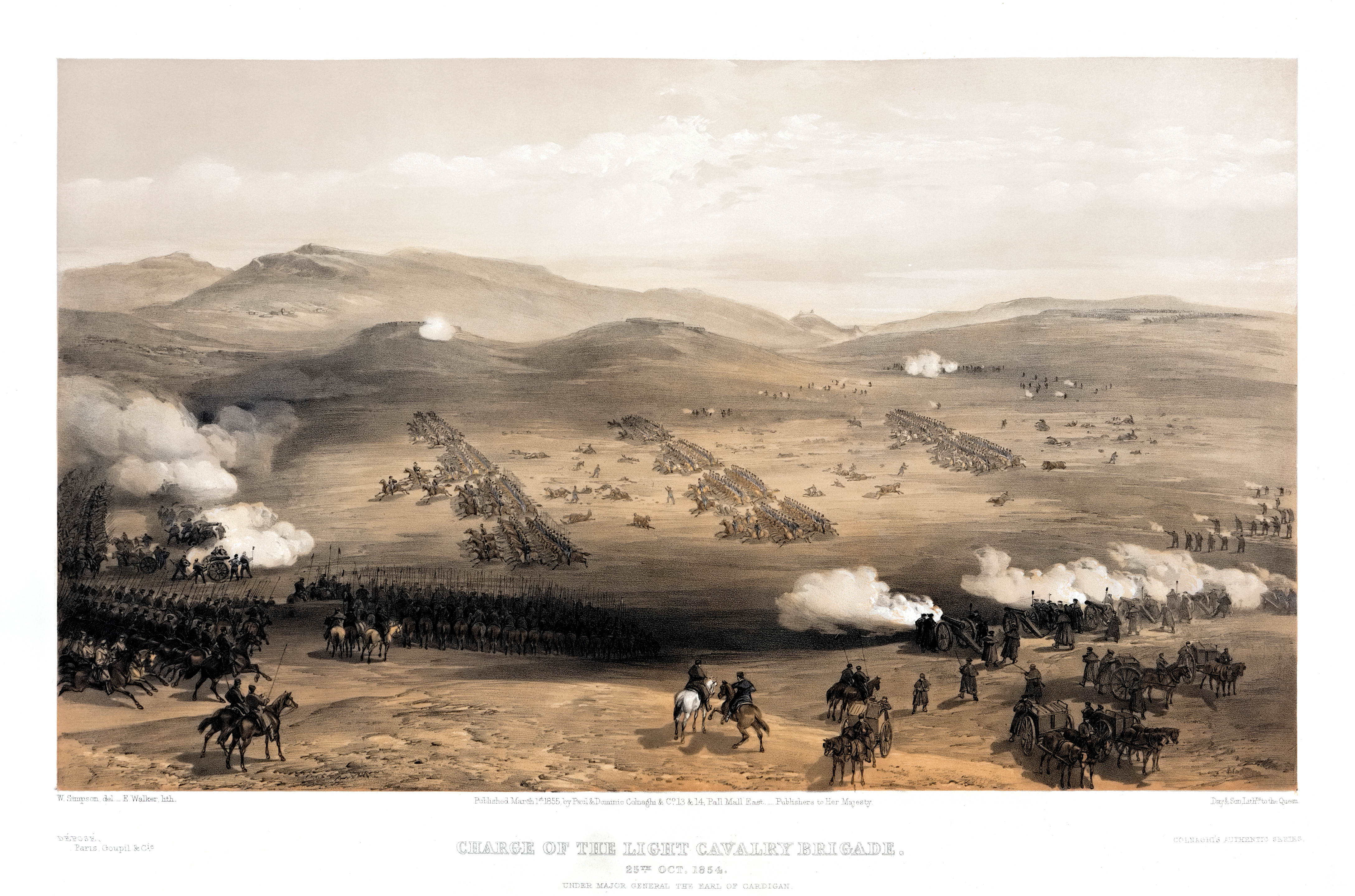
La Batalla de Balaclava, escenario en que se basó la canción.

«The Trooper» es una canción escrita por el bajista Steve Harris y publicada el 20 de junio de 1983. Es el noveno sencillo de Iron Maiden, y el segundo de su álbum Piece of Mind, lanzado ese mismo año. La canción habla sobre la batalla de Balaclava de 1854 durante la guerra de Crimea, y está parcialmente basada en la obra de Lord Alfred Tennyson "La Carga de la Caballería Ligera". La canción tiene quizás una visión más triste de este poema, tomando el punto de vista de uno de los soldados de caballería muertos en combate. Es conocida por el sonido de "galope" de las guitarras y bajo, así como su riff pegadizo y fácil de recordar, y es una de los favoritas del público en los conciertos. Irónicamente la canción es más larga que el poema que lo inspiró. 
El video de la canción está incluido en Visions of the Beast (2003) una colección de videoclips que contiene todos los vídeos promocionales hasta el 2001.
"The Trooper" fue relanzado como un sencillo en el 2005 para promocionar el DVD The Early Days que muestra los primeros ocho años de la banda. La versión en directo proviene del álbum doble Death on the Road, grabado en Alemania de 2003.
En vivo el primer solo era realizado por Adrian Smith de 1984 a 1990 y por Janick Gers de 1990 a 1999. Desde 1999, ambos la tocan juntos en armonía. El segundo es tocado por Dave Murray y también parece haber cambiado con los años.

## Antecedentes
El cantante Bruce Dickinson introdujo la canción en el concierto de Rock in Río (Brasil, 2001) citando algunas líneas del poema de Lord Tennyson: "Into the valley of death, rode the six hundred.... Cannon to left of them, cannon to right of them, volleyed and thundered, 'The Trooper'" ("por el valle de la muerte cabalgaron los seiscientos... cañones a su izquierda, cañones a su derecha, descargaron y tronaron, 'El soldado de caballería'"). Usualmente, Dickinson ondea una bandera británica durante la canción y viste con una chaqueta roja como Eddie en la portada del sencillo. Cuando tocan en Argentina, por las tensiones que hay con el Reino Unido entre el público por la Guerra de las Malvinas también suele ondear la bandera de dicho país, evitando conflictos en el concierto, como ocurrió en 2001 en el show que brindaron en Vélez.

## Letra
You'll take my life, but I'll take yours too
You'll fire your musket, but I'll run you through
So when you're waiting for the next attack
You'd better stand, there's no turning back

The bugle sounds, the charge begins
But on this battlefield, no one wins
The smell of acrid smoke and horses' breath
As I plunge on into certain death

The horse, he sweats with fear, we break to run
The mighty roar of the Russian guns
And as we race towards the human wall
The screams of pain as my comrades fall

We hurdle bodies that lay on the ground
And the Russians fire another round
We get so near, yet so far away
We won't live to fight another day
[Guitar Solo: Adrian Smith]
[Guitar Solo: Dave Murray]

We get so close, near enough to fight
When a Russian gets me in his sights
He pulls the trigger and I feel the blow
A burst of rounds take my horse below

And as I lay there gazing at the sky
My body's numb and my throat is dry
And as I lay forgotten and alone

Without a tear, I draw my parting groan

## Lista de canciones
Sencillo de 1983
1. "The Trooper" (Harris) - 4:11
2. "Cross-Eyed Mary" (cover de Jethro Tull)

Sencillo de 2005
1. "The Trooper" (en directo de Death on the Road) (Steve Harris) – 4:12
2. "The Trooper" (versión original de estudio) (Harris) – 4:10
3. "Prowler" (grabado en directo en Reikiavik, Islandia, el 7 de junio de 2005) (Harris) – 4:24
4. "The Trooper" (video en directo de la pista principal) (Harris) – 4:12
5. "The Trooper" (video promocional original) (Harris) – 4:10

## Miembros
- Steve Harris – bajo, coros
- Bruce Dickinson – voz
- Dave Murray – guitarra
- Adrian Smith – guitarra, coros
- Nicko McBrain – batería

## Versiones
- La banda de mujeres, The Iron Maidens grabaron una versión de esta canción en 2006, en su álbum debut.
- Una versión de esta canción se puede encontrar en el álbum tributo Numbers from the Beast, presentando a Lemmy Kilmister como vocalista, Phil Campbell y Rocky George en Guitarras, Chuck Wright en bajo y Chris Slade en batería. Aparte de las diferencias en los solos y las voces de los vocalistas, esta versión sigue la configuración composicional original de Harris. Asimismo existe una versión más pesada y rápida atribuida al grupo finlandés de death metal Sentenced (es muy común encontrar esta versión a nombre de Children Of Bodom).
- La banda creada por Hansi Kürsch de Blind Guardian y Jon Schaffer de Iced Earth, Demons & Wizards, hizo una versión de The Trooper, tocándola más rápido y con distinta afinación a la de la original.
- La banda alemana, Rage también hizo una versión de la canción en el álbum tributo A Tribute to the Beast.
- Una versión de la banda japonesa Onmyo-Za también aparece como bonus track en la versión japonesa del álbum anteriormente mencionado.
- La banda española Easy Rider hizo una versión de la canción en el álbum tributo Transilvania 666 (1999).
- La banda de indie rock, Steaming Toolie, también hizo una versión de la canción.
- En el Quilmes Rock 2008, Intoxicados hizo una versión de esta canción, muy criticado por los fanes argentinos de Iron Maiden, en la que Pity Álvarez se equivoca en la letra en varias partes de la canción.
- Por parte de Vitamin Records, hay una versión de esta canción orquestada, que incluyó en el disco "The String Quartet Tribute to Iron Maiden".
- La banda de thrash metal alemana, Sodom toca una versión de esta canción en su video "Live in der Zeche Carl" de 1994 , esta banda además suele tocar esta canción en sus giras.
- La banda argentina Kapanga realiza un sampleo del tema en medio de la canción "Ramón".
- Vital Remains
- La banda alemana de metal a capela Van Canto también hace una versión en el disco Hero de 2008.
- La banda de punk Ignotus hace una versión de esta canción con distinta letra (además en español) y llamada "Iron Person" y se encuentra en su disco "Punk 'n' Roll" de 2010.
- La banda estadounidense de metal cristiano y hard rock Stryper, realizó una versión de esta canción en el álbum llamado “The Coverig” lanzado en 2011 junto con once covers más de diferentes bandas significativas en el desarrollo y difusión del mundo del Rock.
- En 2014 el dúo 2Cellos sube a YouTube un video con su propia versión de The Trooper obteniendo en 2 meses más de 5 millones de visualizaciones.